# (12748) 1993 BP3
(12748) 1993 BP3 là một tiểu hành tinh vành đai chính. Nó được phát hiện bởi Akira Natori và Takeshi Urata ở Trạm quan sát JCPM Yakiimo ở Shimizu, Shizuoka, Nhật Bản, ngày 30 tháng 1 năm 1993.